# Bernardino Tafuri
Bernardino Tafuri, né le 1er septembre 1695 à Nardò et mort dans cette même ville le 6 mai 1760, est un historien italien.

## Biographie
Bernardino Tafuri naquit en 1695, à Nardò petite ville de la Terre d'Otrante. Après avoir passé ses premières années dans la dissipation, il s’efforça de réparer ce tort ; et autant ses études avaient été tardives, autant ses progrès furent rapides. Ses ouvrages marquent le développement successif de ses idées ; car il travailla d’abord à illustrer sa ville natale, puis sa province, enfin tout le royaume. C’était marcher, pour ainsi dire, du connu à l’inconnu, et étendre ses conquêtes après avoir augmenté ses forces. L’amour des lettres ne l’empêcha pas de remplir des charges publiques ; et, dans le tremblement de terre qui renversa de fond en comble la ville de Nardò, en 1743, on vit ce savant, rempli de zèle et de philanthropie, apporter des consolations et des secours à ceux, qui avaient le plus souffert de ce terrible fléau. Il mourut dans cette ville, le 6 mai 1760.

## Œuvres
- Vita di S. Gregorio Armeno, Lecce, 1723, in-12. S. Grégoire est le patron de la ville de Nardò.
- Ragionamento istorico degli antichi studj ed Accademie della città di Nardò. (Dans le ne volume de la Cronica de’ minori Osservanti, par Bonaventura da Lama, ibid., 1723, in-4°).
- Giudizio intorno alla Dissertazione della patria di Ennio, dell’ab. de Angelis (Dans le IVe vol. du Recueil de Calogerà). L’auteur soutient que cet ancien poète latin naquit à Rugge (Rudiae), aux environs de Tarente, et non pas dans un village du même nom, près de Lecce, comme de Angelis l’avait prétendu. L’opinion de Tafuri fut attaquée par un de ses compatriotes, qui publia (sous le nom supposé de Metello Alessandro Da riva) : Risposta alla Critica fatta all’ab. de Angelis, etc., ibid., t. XI.
- Delle scienze e delle arti inventate, illustrate ed accresciute nel regno di Napoli, Naples, 1738, in-12, compilation médiocre, et qui prouve plus de patriotisme que de lumières : elle est bien au-dessous des éloges qu’on lui a prodigués.
- Censura sopra i Giornali di Matteo Spinelli di Giovenazzo. Les notes publiées par Muratori, sous le nom de Tafuri, appartiennent à l’abbé Pollidori. Ce fut pour en repousser la responsabilité, que notre auteur fit paraître les siennes dans le Ve volume de Calogerà.
- Ant. de Ferrariis Galatei, de situ Japygiæ, etc., Lecce, 1727, in-8°, réimprimée dans le VIIe vol. de Calogerà. Tafuri, qui a été l’éditeur de cet ouvrage, l’a enrichi de quelques notes.
- Annotazioni critiche sopra le cronache di Antonello Coniger, dans le VIIIe vol. du même recueil et avec de nouvelles remarques dans le tom. III, part. 5e de la Collection des historiens de Naples. L’avocat Ambolo publia des observations sous le titre suivant : Risposta alle critiche annotazioni di Tafuri sopra le Croniche di Coniger, Lecce, 1736, in-4°.
- Notizie intorno alla vita ed alle opere di Angelo di Costanzo (dans le Xe vol. de Calogerà) suivi de corrections et de suppléments à l’ouvrage de cet historien, la notice seule a été réimprimée dans l’édition de Costanzo de 1735 ; elle fait aussi partie de la collection de Gravier.
- Dell’origine, sito ed antichità della città di Nardò (dans le XIe vol. de Calogerà. Les six premiers chapitres seulement).
- Frammenti degli atti della Congregazione ordinata da Gregorio XIV, per l’emendazione della Bibbia, etc., dans le XXXIe vol. de Calogerà, avec plusieurs renseignements biographiques sur les prélats chargés de ce travail. XI. Istoria degli scrittori nati nel regno di Napoli, Naples, 1744-70, 9 vol. in-12 ; c’est l’ouvrage le plus important de l’auteur, qui a le mérite d’avoir le premier traite l’histoire littéraire de Naples moins superficiellement que ne l’avaient fait Toppi et Nicodemo. Il a été maltraite par Signorelli, qui ne vaut pas mieux que Tafuri, auquel il a beaucoup emprunté. Le premier volume de cet ouvrage comprend les écrivains nés dans le royaume de Naples avant l’ère chrétienne : leurs notices, au nombre de quatre-vingt-une, sont rangées par ordre alphabétique, et précédées d’une introduction relative à l’ancienne géographie du royaume. Dans les volumes suivants, les noms sont disposés par ordre chronologique : l’auteur y a joint également un discours sur l’état des sciences et des lettres pendant les siècles barbares. Cette seconde période, qui s’étend jusqu’à la fin du 16e siècle, remplit six volumes. Les deux derniers et la moitié du septième, contiennent des additions et des corrections aux volumes précédents. Tafuri avait déjà rassemblé les matériaux pour la continuation de son ouvrage, qu’il aurait probablement refondu en entier, s’il en avait eu le loisir. Ses héritiers conservent plusieurs de ses manuscrits, entre autres la suite de l’histoire littéraire, en 3 vol. in-4°, et des additions nombreuses à la Bibliothèque napolitaine, de Toppi, en 1 vol. in-fol. Voy. Soria, Storici napoletani, pag. 577.